# Sanabares (Indo-Parther)
Sanabares (auch Sanabares I.) war ein indo-parthischer König, der um 80 n. Chr. regierte.
Sanabares ist nur von wenigen Münzen bekannt, die in Seistan und Kandahar geprägt wurden. Sie tragen auf der Rückseite Legenden in Pahlavi, aber auch in Griechisch. Es gibt einen weiteren parthischen Herrscher mit diesem Namen, der in Merv Münzen prägen ließ (Sanabares II.). Es ist momentan nicht ganz sicher, ob es sich um eine oder zwei Personen mit identischen Namen handelt.

## Weblink
- Christine Fröhlich: INDO-PARTHIAN DYNASTY. In: Ehsan Yarshater (Hrsg.): Encyclopædia Iranica. (englisch, iranicaonline.org – mit Literaturangaben).

| Personendaten    | Personendaten   |
| ---------------- | --------------- |
| NAME             | Sanabares       |
| KURZBESCHREIBUNG | indischer König |
| GEBURTSDATUM     | 1. Jahrhundert  |
| STERBEDATUM      | um 80           |